# Solparakit
Solparakit (Aratinga solstitialis) är en fågelart i familjen västpapegojor inom ordningen papegojfåglar.

## Utseende
Solparakiten är en 30 cm lång papegojfågel med enstående färggrann fjäderdräkt i guldorange, med orangerött på ansikte och buk, medan det på vingar och stjärt syns en blandning av gult, grönt och blått. Den är lik jandayaparakiten, men har mer orangerött i ansiktet men mindre på buken. Det gula är också mer utbrett mot undergump och lår samt på rygg, övergump, skuldror och mellersta täckare. Hos ungfågeln är mycket av det gula ersatt av grönt.

## Utbredning och systematik
Fågeln förekommer i västra Guyana och norra Brazil (nordöstra Roraima). Den behandlas som monotypisk, det vill säga att den inte delas in i några underarter. 

## Levnadssätt
Solparakit lever i låglandet och i låga bergstrakter upp till 1400 meter över havet. Habitatet utgörs av torra och delvis lövfällande skogar. Arten behöver ganska stora ursprungliga skogar trots att den ibland hittas vid skogarnas kanter. När solparakit flyger från skog till skog kan den ta rast i den mellanliggande savannen. Därför antogs tidigare att den även lever i savannen.

## Status
Internationella naturvårdsunionen (IUCN) kategoriserar arten som starkt hotad.